# Princípio da progressividade
O princípio da progressividade é um princípio do direito tributário que estabelece que os impostos devem onerar mais aquele que detiver maior riqueza tributária. No Brasil, está descrito na Constituição Federal de 1988 da seguinte forma: "Sempre que possível, os impostos terão caráter pessoal e serão graduados segundo a capacidade do contribuinte, facultado à administração tributária, especialmente para conferir efetividade a esses objetivos, identificar, respeitados os direitos individuais e nos termos da lei, o patrimônio, os rendimentos e as atividades econômicas do contribuinte."
A progressividade do imposto normalmente está associada à noção de uma estrutura tributária com alíquotas crescentes. É possível definir formalmente a progressividade do seguinte modo:  sejam T(Y) as obrigações totais de imposto de renda de um indivíduo com renda Y, m(Y) a alíquota marginal e t(Y) a alíquota média. Um imposto de renda poderia então ser definido como progressivo quando a elasticidade-renda do imposto fosse maior que um para todos os níveis de renda, e como regressivo se a elasticidade fosse menor que um. Um imposto de renda proporcional teria elasticidade unitária.
	Isso equivale a dizer que um sistema tributário é progressivo se a alíquota marginal exceder a alíquota média, ou se a alíquota média for uma função crescente da renda, o que é a mesma coisa.
Existem três impostos progressivos no Brasil:
- Imposto sobre a Renda e Proventos de Qualquer Natureza(IR);
- Imposto sobre a Propriedade Predial e Territorial Urbana (IPTU);  Súmula 668/STF. Tributário. IPTU. Alíquota progressiva. Instituição anterior à Emenda Const. 29/2000. Inconstitucionalidade. CF/88, arts. 145, § 1º, 156, § 1º  e 182, §§ 2º e 4º. «É inconstitucional a lei municipal que tenha estabelecido, antes da Emenda Const. 29/2000, alíquotas  progressivas para o IPTU, salvo se destinada a assegurar o cumprimento da função social da propriedade urbana.
- Imposto sobre a Propriedade Territorial Rural (ITR).

O STF já proferiu decisão admitindo a aplicação do princípio da progressividade para o ITCMD. Entretanto, tal entendimento não foi consolidado em súmula.
A aplicação do princípio da progressividade atende uma necessidade social, em que os mais desfavorecidos são menos atingidos pela necessidade arrecadadora do Estado, ao passo que os ricos contribuem com mais recursos para a promoção das políticas sociais e para melhor distribuição de renda.
Há ainda previsão constitucional de impostos que embora não reflitam a progressividade ínsita a um tributo em especial, refletem a aplicação estratégica do princípio em meio ao modelo nacional de tributação. Neste ponto, cita-se o Imposto sobre Grandes Fortunas (IGF), ainda não implementado, que define como fato gerador o patrimônio excessivo, em critérios a serem estabelecidos, em detrimento de outros menores, numa clara referencia ao princípio em comento pela política de tributação. Assim, observa-se que o princípio da progressividade pode aparecer tanto na regulação individual de um tributo quanto nas escolhas macroeconômicas da política tributária.